# بی‌بی‌وی‌ای کنتیننتال

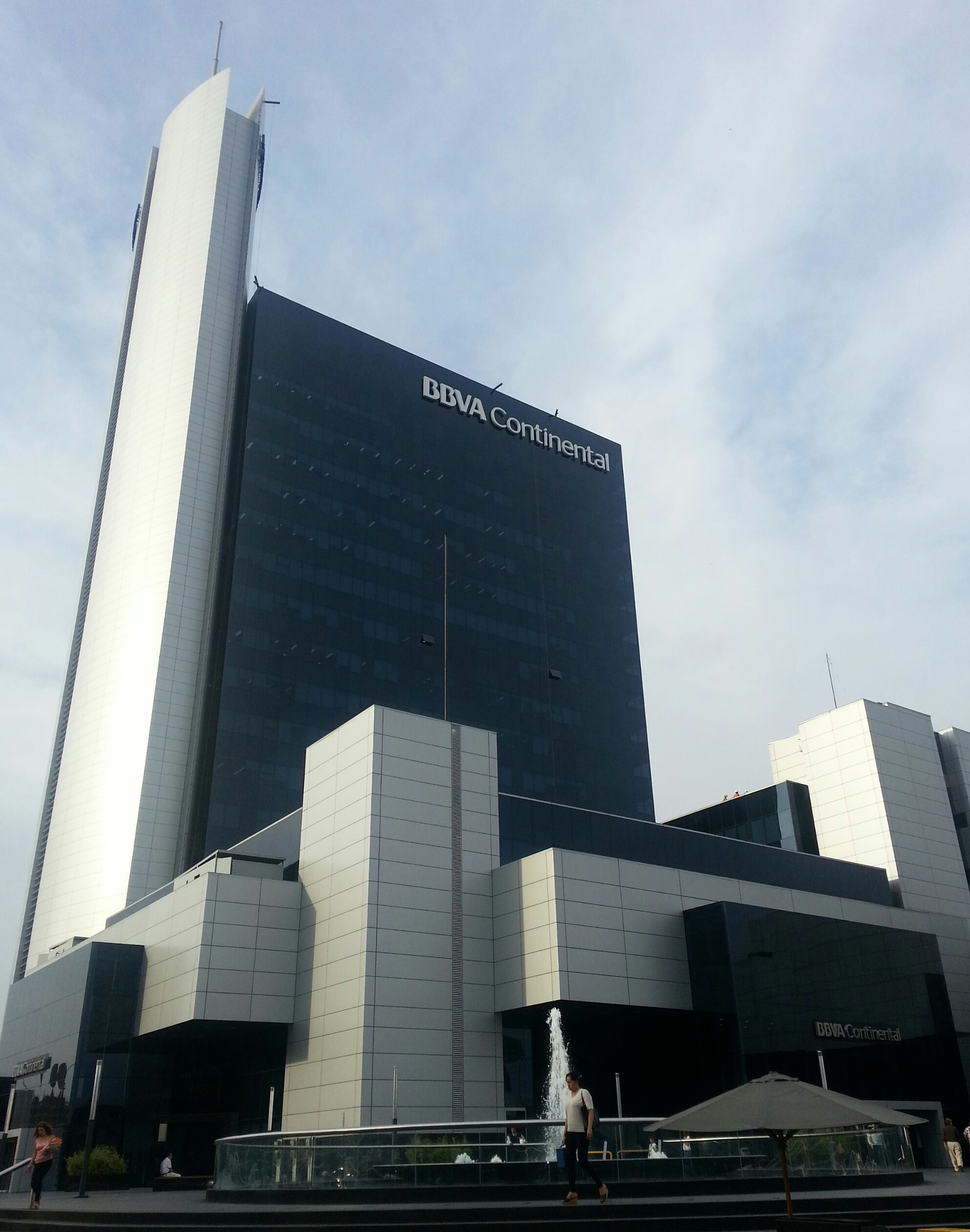
ساختمان مرکزی بی‌بی‌وی‌ای کنتیننتال، در لیما

بی‌بی‌وی‌ای کنتیننتال (به انگلیسی: BBVA Continental) شرکت خدمات مالی و بانکداری پرویی است، که در زیرمجموعه‌ای از بانک اسپانیایی  بانکو بیلبائو ویسکایا آرخنتاریا بشمار می‌آید. 
بی‌بی‌وی‌ای کنتیننتال در سال ۱۹۵۱ راه‌اندازی شد و در حال حاضر مالک شبکه‌ای از ۲۳۹ شعبه بانکداری خرد می‌باشد.
شعبه مرکزی این بانک در شهر لیما، پرو قرار دارد و سهام آن در بازار بورس لیما معامله می‌شود.